# Woodbury (Nowy Jork)
Woodbury – jednostka osadnicza w Stanach Zjednoczonych, w stanie Nowy Jork, w hrabstwie Nassau.